# Бюргер, Ваутер
Ваутер Бюргер (нидерл. Wouter Burger; родился 16 февраля 2001 года, Зёйд-Бейерланд) — нидерландский футболист, полузащитник немецкого клуба «Хоффенхайм».

## Клубная карьера
Бюргер — воспитанник клубов «Эксельсиор» и «Фейеноорд». 15 мая 2019 года в матче против ситтардской «Фортуны» он дебютировал в Эредивизи в составе последних. В начале 2020 года Ваутер был арендован «Эксельсиором». 27 января в матче против дублёров ПСВ он дебютировал в Эрстедивизи.
3 октября Бюргер перешёл на правах аренды в роттердамскую «Спарту». 1 ноября в матче против «Херенвена» он дебютировал за новый клуб. В поединке против «Гронингена» Ваутер забил свой первый гол за «Спарту».
31 августа 2021 года Бюргер перешёл в швейцарский «Базель», подписав с клубом четырёхлетний контракт. 12 сентября в матче против «Лугано» он дебютировал в швейцарской Суперлиге. 16 июля 2022 года в поединке против «Винтертура» Ваутер забил свой первый гол за «Лугано». В матче Лиги конференций против армянского «Пюника» он сделал «дубль».
Летом 2023 года Бюргер перешёл в английский Сток Сити, подписав контракт на четыре года. 26 августа в матче против «Миллуолла» он дебютировал в Чемпионшипе. 28 ноября в поединке против «Куинз Парк Рейнджерс» Ваутер забил свой первый гол за «Сток Сити».

## Международная карьера
В 2018 году в составе юношеской сборной Нидерландов Бюргер выиграл юношеский чемпионат Европы в Англии. На турнире он сыграл в матчах против команд Германии, Сербии, Испании, Англии, Ирландии и Италии.
В 2023 году в составе молодёжной сборной Нидерландов Бюргер принял участие в молодёжном чемпионате Европы в Румынии и Грузии. На турнире он сыграл в матчах против сборных Бельгии, Португалии и Грузии.

## Достижения
Международные
 Нидерланды (до 17)
- Победитель Юношеского чемпионата Европы — 2018